# Zeeuwse knoop

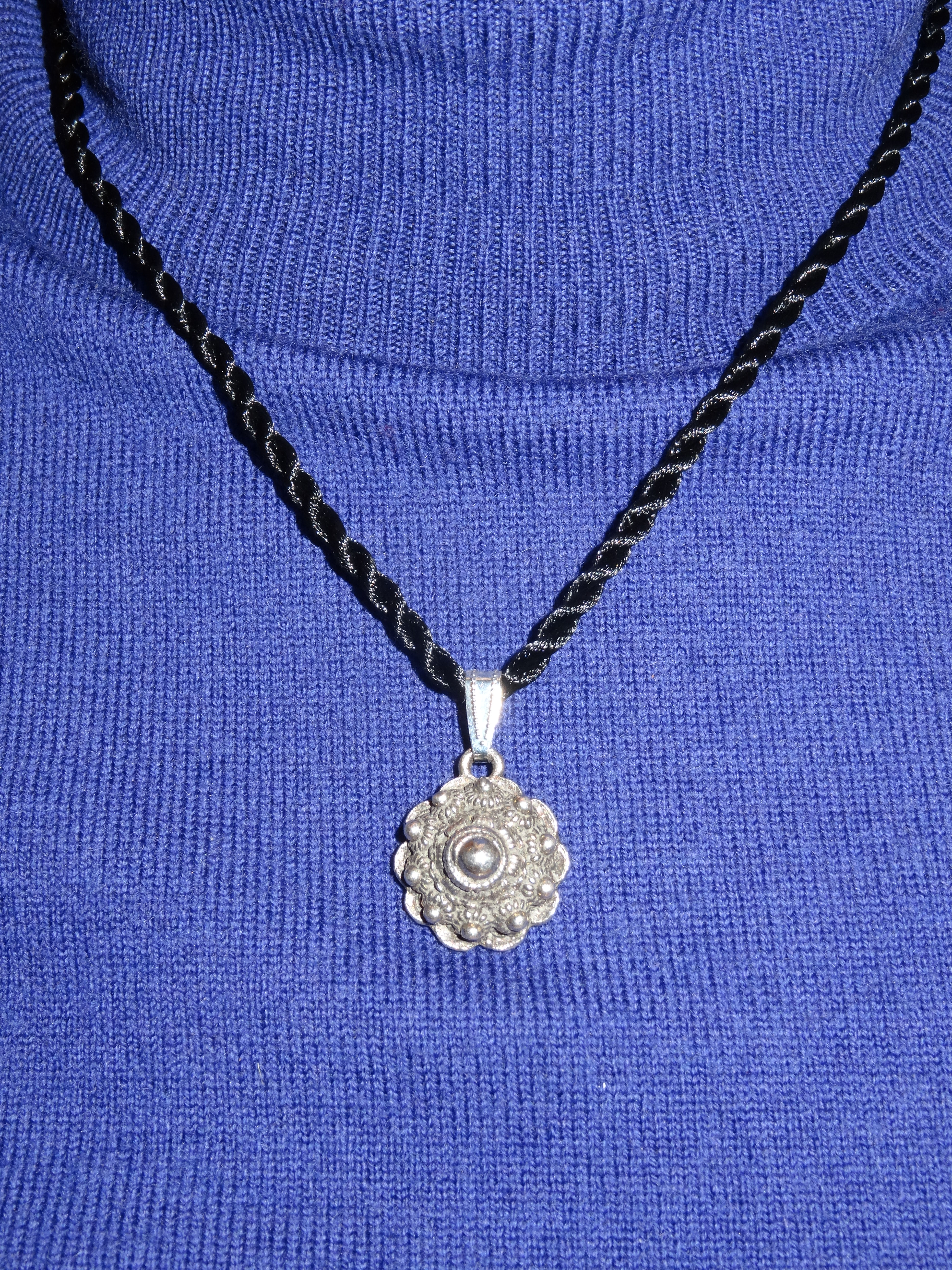
Wisiorek z Zeeuwse knoop (metal, odlew, na ozdobnym sznureczku)

Zeeuwse knoop lub Zeeuws knopje/knoopje (j. nid. knoop – guzik) – ozdobny przedmiot (guzik lub broszka) złożony z centralnie położonej większej (pół)kuleczki otoczonej mniejszymi (pół)kuleczkami, pomiędzy którymi znajduje się misterna siateczka z drutu w formie okalającego każdą z kuleczek wianuszka, charakterystyczny dla holenderskiej prowincji Zelandii.
Pierwotnie guzik do zapinania spodni lub koszuli będący ozdobą ubioru męskiego; dawniej ozdobny przedmiot złotniczy w postaci guzików przy kołnierzyku męskiej koszuli albo broszki czy spinki do czepka u kobiet, noszony od XVIII wieku do tradycyjnego, odświętnego, chłopskiego ubrania, szczególnie modny w holenderskiej prowincji Zelandii w drugiej połowie XVIII wieku; obecnie regionalna biżuteria i ozdobne przedmioty użytkowe o tym charakterystycznym kształcie.
Współcześnie jest uznawany za jeden z symboli tej prowincji i wykorzystywany we wzornictwie do produkcji pamiątek i przedmiotów codziennego użytku z akcentem regionalnym.

## Wygląd

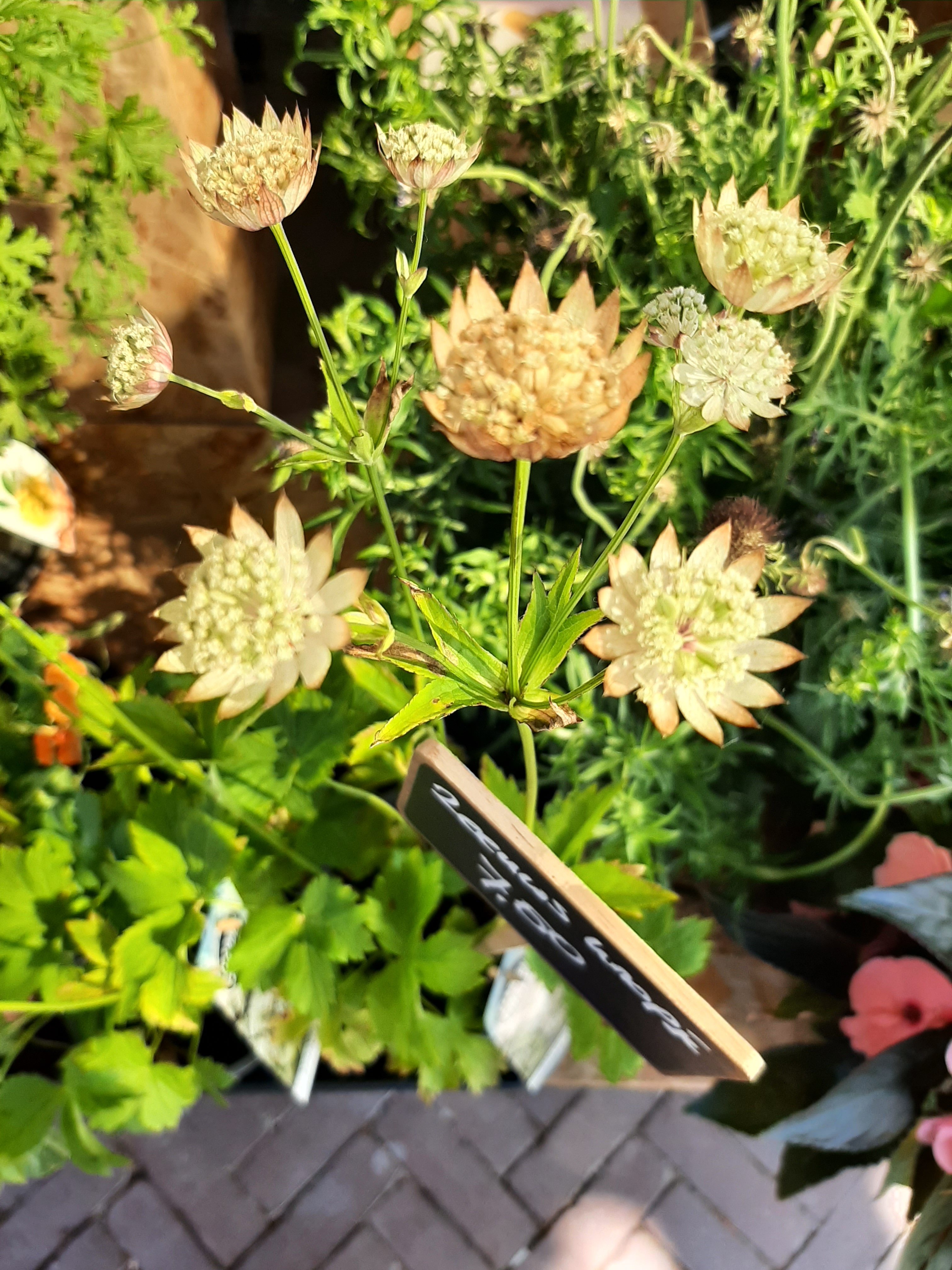
Kwiat jerzmianki większej

Zeeuwse knoop jest złożony z centralnie położonej większej (pół)kuleczki otoczonej mniejszymi (pół)kuleczkami, pomiędzy którymi znajduje się misterna siateczka z drutu w formie okalającego każdą z kuleczek wianuszka. Może mieć postać płaską (j. nid. tzw. Goese knop albo Goese platte) lub wypukłą. Swoim wyglądem przypomina kwiat jarzmianki większej, która w potocznym języku niderlandzkim nazywana jest Zeeuws knoopje. Uważany za jeden z symboli tej prowincji, przy czym w każdym regionie Zelandii przedmiot miał charakterystyczny i odrębny wzór.

## Historia

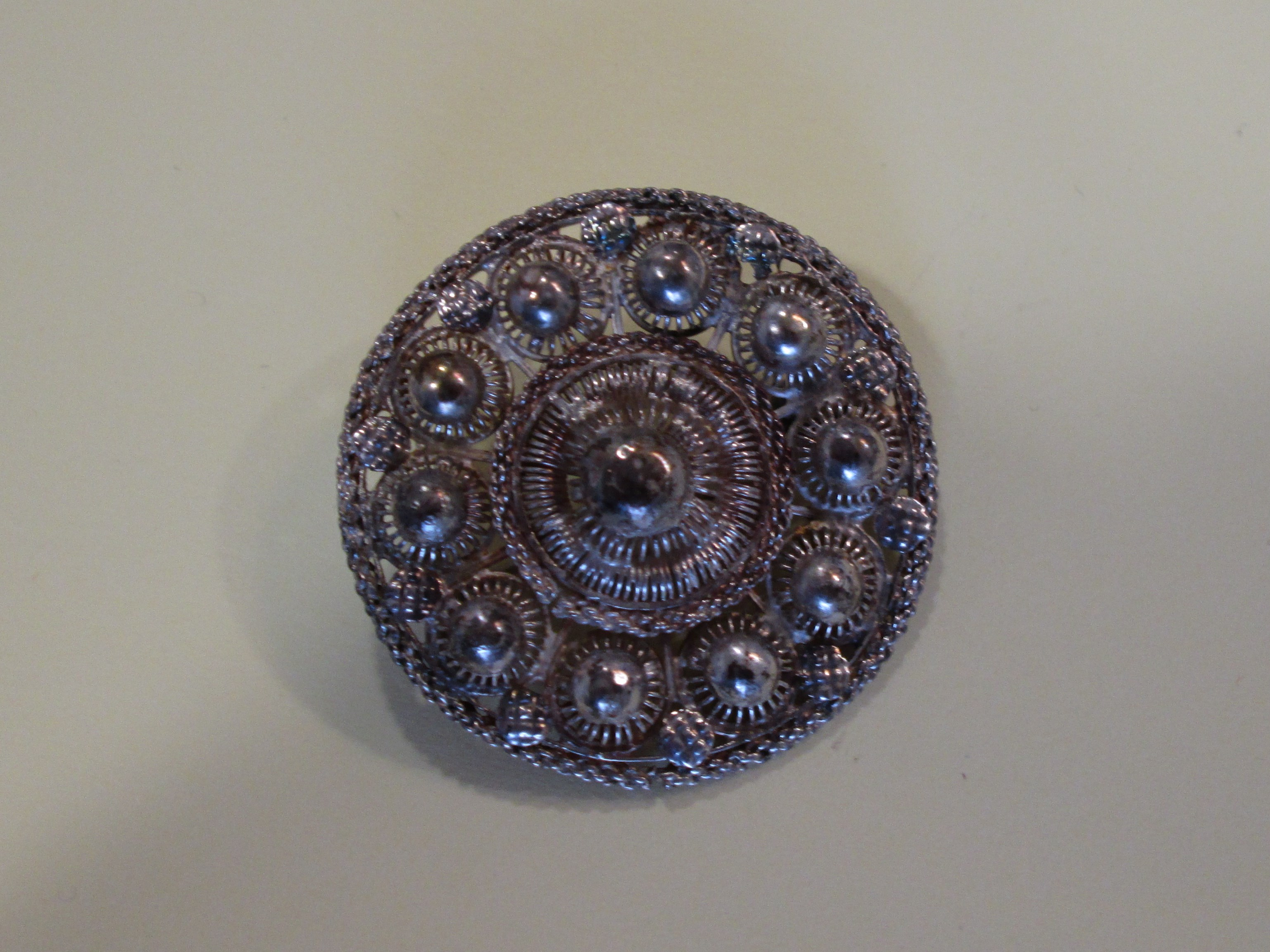
Srebrna broszka w kształcie Zeeuwse knoop

Wykształcił się z guzików do zapinania kołnierza przy koszuli chłopskiej, tzw. braamknopen, które wyglądem przypominały jeżynę (j. nid. braam – jeżyna), a których wygląd zmieniał się na przestrzeni lat, czyli początkowo był wyłącznie ozdobą stroju męskiego.
W XVII wieku był używany jako guzik do ubrania. Funkcję ozdobną stroju ludowego pełnił od XVIII wieku.
W drugiej połowie XVIII wieku większość mężczyzn na prowincji nosiła srebrne lub złote guziki do ubrań (zapinania spodni i przy koszuli) i prawie każdy posiadał jeden lub kilka takich guzików. Przykładowo Cornelis Hendrikse Agthoven z miejscowości Oosterland w momencie śmierci w 1762 roku posiadał 4 koszule (tzw. hemdrokken o podwójnym rzędzie guzików) z odpowiednio 37, 35, 33 i 33 srebrnymi guzikami. Ponadto posiadał jeszcze parę srebrnych guzików do zapinania spodni i parę złotych guzików do koszuli.
Około 1870/1875 przybrał obecną formę nazywaną Zeeuwse knoop. Mniej więcej w tym samym czasie zaczęły go nosić jako ozdobę także kobiety.
W miarę upływu czasu jego wygląd stawał się coraz bardziej dekoracyjny, jednocześnie stał się symbolem statusu społecznego dla bogatych chłopów i zyskiwał nowe przeznaczenia, np. jako ozdoby biżuteryjne m.in. w połączeniu z koralem czy jako uchwyty do szaf.

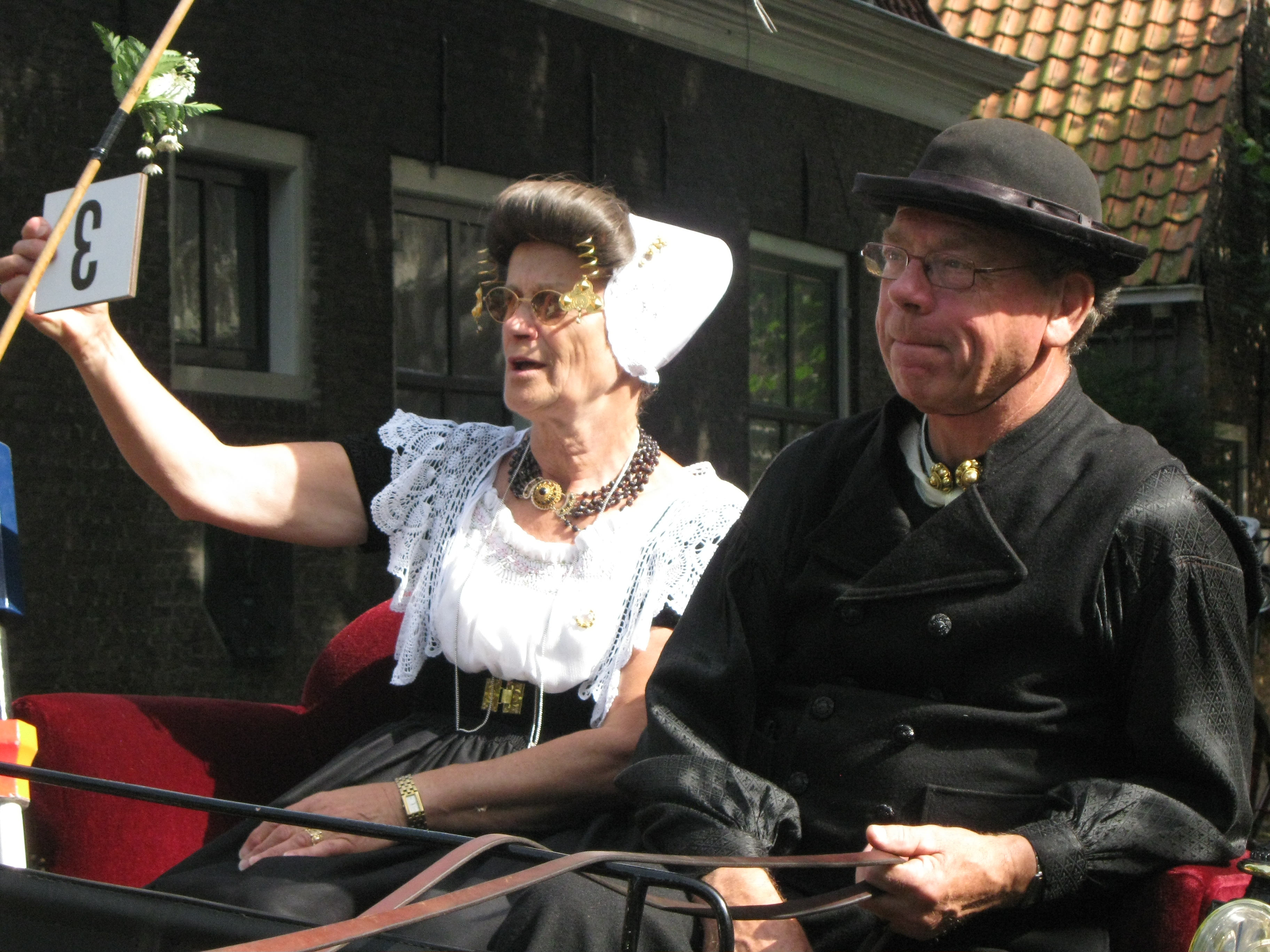
Guziki w kształcie Zeeuwse knoop na szyi mężczyzny oraz jako zapięcie naszyjnika u kobiety; oboje w strojach ludowych

Był robiony z miedzi, srebra lub złota. Jego wielkość była „współproporcjonalna” do majętności i statusu społecznego. Ozdabiał zarówno ubiór kobiety, jak i mężczyzny. Kobiety nosiły go jako ozdobę w formie broszki lub spinki do czepka. Mężczyźni zaś nosili go na szyi w postaci dwóch guzików do koszuli, przy kamizelce lub kołnierzyku. Z czasem przestał pełnić funkcję użytkową i był przyszywany do odświętnej, męskiej koszuli chłopskiej w ilości dwóch sztuk jedynie w celach ozdobnych.
Stanowił element dekoracyjny lub użytkowy w różnych tradycyjnych strojach ludowych na terenie całej Holandii, ale w Zelandii cieszył się największą popularnością i w związku z tym około 1915 roku został nazwany Zeeuwse knoop.
Zniknął z codziennego użycia wraz z zanikiem noszenia tradycyjnych strojów ludowych. Według innego źródła guziki w formie Zeeuwse knoop wyszły z modny około 1915 i przestały być noszone do strojów ludowych przez młodą generację.

## XXI wiek
W XXI wieku stał się ponownie modny. Jest wytwarzany w różnych postaciach i z różnych materiałów. W jubilerstwie także jako kolczyki, naszyjnik czy pierścionek. Na rynku dostępne są także czekoladki, świece, mydełka, brytfanki do ciasta, formy do pieczenia chleba i wyrobu sera żółtego, ornamenty do ozdabiania ogrodu oraz dzwonki rowerowe, które mają formę Zeeuwsche knoop. Brytfankę do ciasta w formie Zeeuwse knoop zaprojektowała artystka Tinka Leene w 2010 roku.